# Halle-Vilvoorde (huyện)
Huyện Halle-Vilvoorde là một trong hai huyện hành chính ở tỉnh Flemish Brabant. Huyện này gần như bao quanh vùng thủ đô Brussels và nằm về phía tây của huyện kia của tỉnh này, huyện Leuven. 
Huyện Halle-Vilvoorde và vùng thủ đô Brussels cùng tạo thành khu vực bầu cử Brussels-Halle-Vilvoorde và huyện tư pháp Brussels. Huyện Halle-Vilvoorde đã được thành lập năm 1963 khi các biên giới ngôn ngữ đã được xác đinnh.

## Các đô thị
Huyện hành chính Halle-Vilvoorde bao gồm các đô thị sau:
| - Affligem - Asse - Beersel - Bever - Dilbeek - Drogenbos - Galmaarden - Gooik - Grimbergen - Halle - Herne - Hoeilaart | - Kampenhout - Kapelle-op-den-Bos - Kraainem - Lennik - Liedekerke - Linkebeek - Londerzeel - Machelen - Meise - Merchtem - Opwijk - Overijse | - Pepingen - Roosdaal - Sint-Genesius-Rode - Sint-Pieters-Leeuw - Steenokkerzeel - Ternat - Vilvoorde - Wemmel - Wezembeek-Oppem - Zaventem - Zemst |